# Nicolás García Uriburu
Nicolás García Uriburu (Buenos Aires, 24 de dezembro de 1937 – Buenos Aires, 19 de junho de 2016) foi um artista plástico, arquiteto e ecologista argentino.

## História
Formado em arquitetura pela Universidade de Buenos Aires, mudou para Paris em 1965. Foi o vencedor da exposição do Salon de Paris em 1968 com a obra pop Three Graces, participou no mesmo ano da Bienal de Veneza com uma montagem utilizando Fluoresceína tingindo o Grande Canal de Veneza simulando micro-organismos na água.
Morreu em 19 de junho de 2016, aos 78 anos.

## Principais prêmios
- 1965: Premio Braque, Buenos Aires.[3]
- 1968: Premio Le Franc, París.
- 1968: Gran Premio Nacional, Buenos Aires.
- 1975: Primer Premio Bienal de Tokio, Tokio.
- 1993: Primer Premio Otium de Ecología, Buenos Aires.
- 2000: Premio a la Trayectoria Fondo Nacional de las Artes, Buenos Aires.